# ルボーディ兄弟

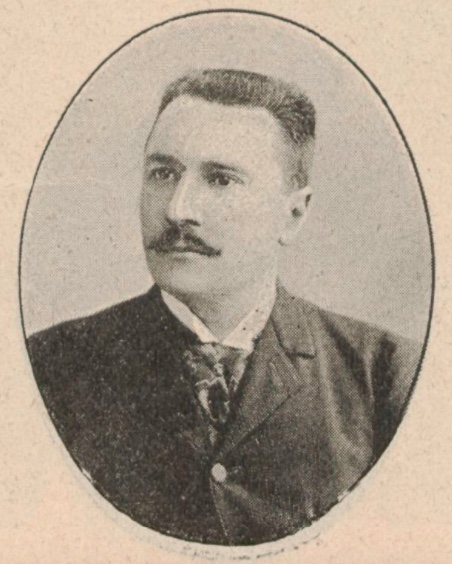

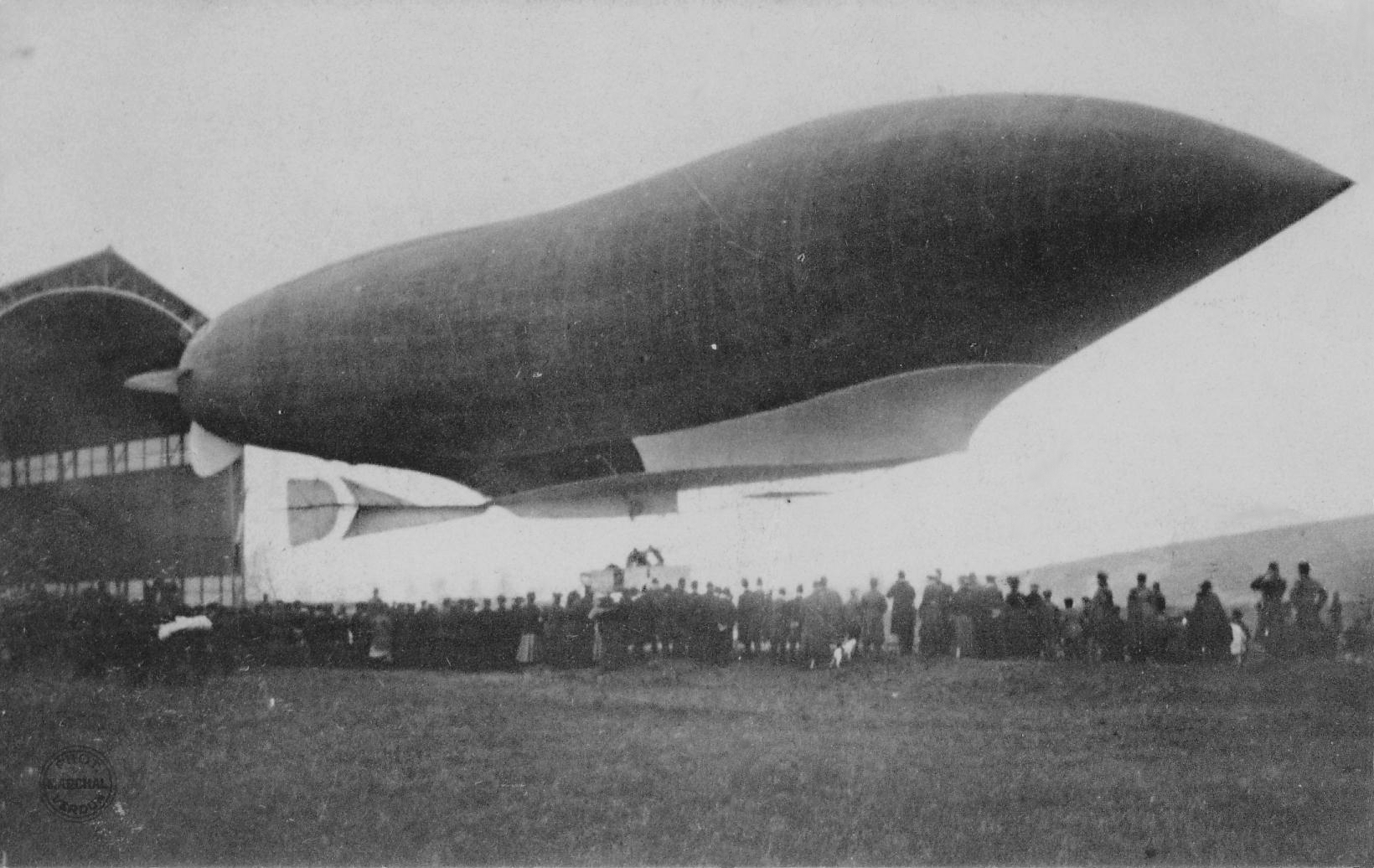
1907年のLebaudy Patrie

ルボーディ兄弟、ポール・ルボーディ（Marie Paul Jules Lebaudy、1858年7月4日 - 1937年10月17日）とピエール・ルボーディ（Joseph Marie Pierre Lebaudy、1865年10月6日 - 1929年8月1日）はフランスの製糖事業家で、1900年代初頭に世紀半硬式飛行船の製造した。飛行船「ルボーディ」は成功し、各国の陸軍で運用された。
1901年にモワザンに格納庫を作りアンリ・ジュリオ(Henri Julliot)の設計による飛行船の製作を行った。